# Pothos remotiflorus
Pothos remotiflorus är en kallaväxtart som beskrevs av William Jackson Hooker. Pothos remotiflorus ingår i släktet Pothos och familjen kallaväxter. Inga underarter finns listade.